# Otoyol 32
Die Autobahn Otoyol 32 (türkisch İzmir – Çeşme Otoyolu, kurz O-32) verbindet die Städte İzmir und Çeşme in der Türkei. Elf Kilometer der Autobahn sind beidseitig zweispurig ausgebaut, 68 beidseitig dreispurig. Zu den Anschlussstellen Urla, Karaburun und Alaçatı führen Autobahnzubringer mit je zwei Spuren je Richtung. 
1993 wurde der erste Teil zwischen İzmir und Karaburun eröffnet, bis 1995 wurde die Autobahn bis Zeytinler verlängert. 1996 wurde der Ausbau mit dem Bau bis Çeşme abgeschlossen.